# Mathias Patin
Pour les articles homonymes, voir Patin.
Mathias Patin est un ancien joueur français de volley-ball né le 25 avril 1974 à Colombes (Hauts-de-Seine). Il mesure 1,80 m et jouait passeur. Lors de sa carrière, Mathias a eu affaire à une difficulté: sa taille moins propice aux contres. Mais par son talent, sa détermination Mathias arrive à être sélectionné en équipe de France. Il totalise 122 sélections en équipe de France. Il est le fils d'André Patin, ancien joueur et ancien entraîneur de l'Asnières Volley 92. Il est actuellement professeur de volley-ball à l'Université Paris 1 Panthéon-Sorbonne et entraine de jeunes équipes pour les championnats de France. Aujourd'hui (09.01.16) Mathias Patin mène l'équipe des « Old Stars » composée d'anciens joueurs de haut niveau à Asnières Volley 92..
Depuis septembre 2015, Mathias entraine l'équipe 1 du club de As Sartrouville volley-ball, qui évolue dans le championnat de France de volley de national 3. Cette première saison est couronnée de succès avec la montée de l'équipe à l'échelon supérieur. Pour la saison 2016/2017, Mathias Patin a convaincu son ami Sebastien Frangolaci de reprendre la compétition afin de renforcer l'équipe. 
Vie privée
Aujourd'hui Mathias Patin est consultant à titre exceptionnel sur l'équipe 21. Il commente et/ou décrypte les matchs de volley-ball notamment dans l'émission l'équipe du soir. Plutôt réservé de nature, Mathias se fait rare à l'écran.

## Clubs
| Club               | Pays   | De        | À         |
| ------------------ | ------ | --------- | --------- |
| Paris SG-Asnières  | France | 1995-1996 | 1995-1996 |
| Asnières Volley 92 | France | 1996-1997 | 2002-2003 |
| Paris Volley       | France | 2003-2004 | 2004-2005 |
| Arago de Sète      | France | 2005-2006 | 2005-2006 |
| Tours Volley-Ball  | France | 2006-2007 | 2007-2008 |
| Asnières Volley 92 | France | 2008-2009 | 2012-2013 |

## Palmarès
- Ligue des champions
  - Finaliste : 2007
- Coupe de France (1)
  - Vainqueur : 2004
- Championnat d'Europe
  - Médaille d'argent : 2003
- Championnat du monde
  - Médaille de bronze : 2002